# Gedion Zelalem
Gedion Zelalem, född 26 januari 1997 i Berlin, Tyskland, är en amerikansk fotbollsspelare (mittfältare) som spelar för New York City FC.

## Klubbkarriär
Efter att ha gjort sin seniordebut mot Galatasaray i Emirates Cup 2013 blev han uttagen i A-truppen. Första tävlingsmatchen med A-truppen blev i FA-cupen mot Coventry City den 24 januari 2014.

## Landslagskarriär
Zelalem spelade för det tyska U15-, U16- och U17-landslaget. I december 2014 blev Zelalem amerikansk medborgare och i maj 2015 blev han klar för amerikanskt landslagsspel efter att Fifa godkänt förbundets ansökan.